# Jean-Baptiste de la Conception
Saint Jean-Baptiste de la Conception (1561-1613) est un religieux trinitaire espagnol. Réformateur de sa famille religieuse dans le contexte de la Contre-Réforme, il a créé la branche des Trinitaires déchaussés, dont est issu l'ordre actuel de la Sainte-Trinité. Il est également l'auteur de nombreux ouvrages ascétiques, dans lesquels il témoigne de son expérience spirituelle.
Il est commémoré le 14 février selon le Martyrologe romain.

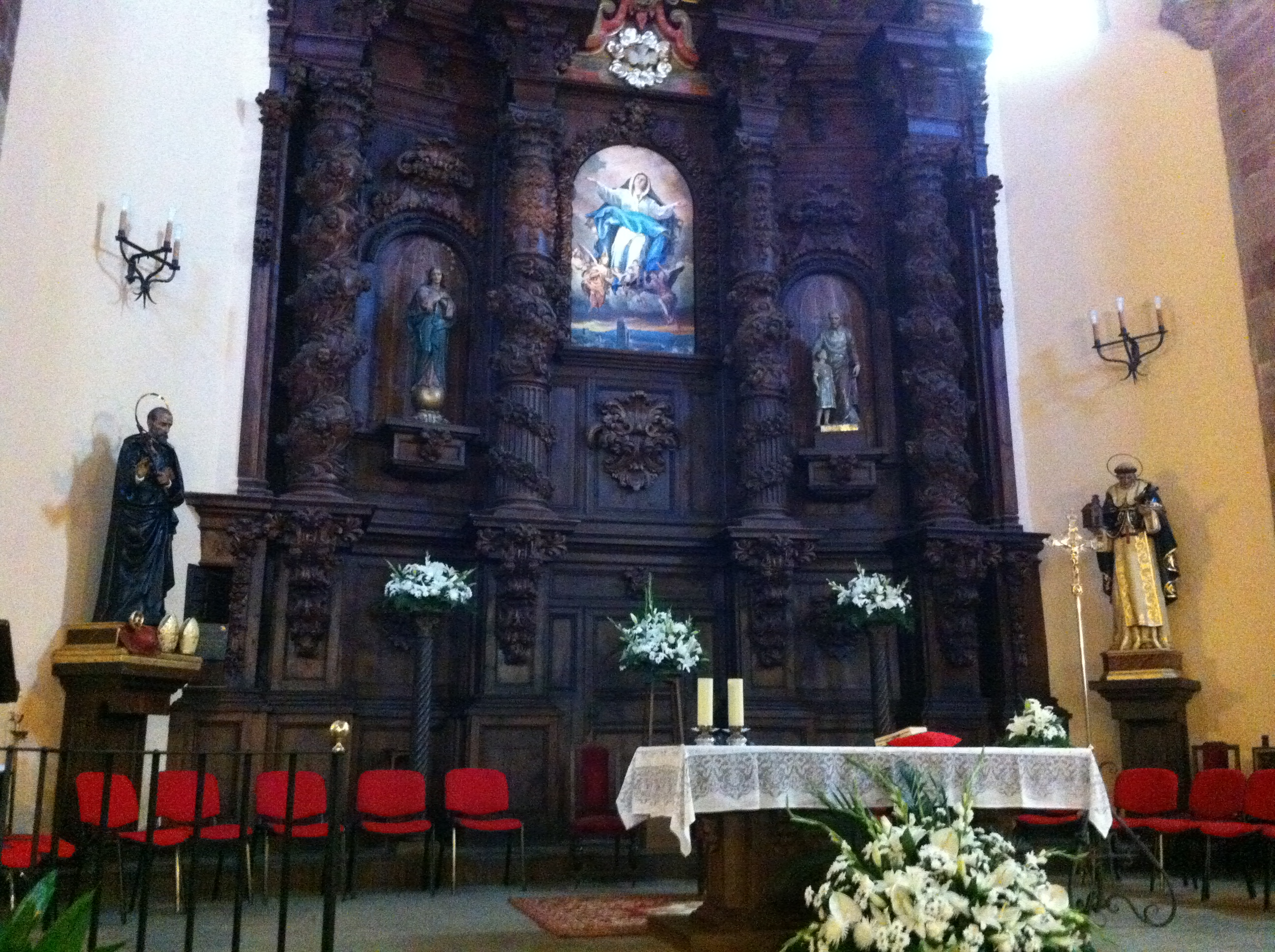
Église d'Almodovar del Campo.

## Biographie

### Un enfant prédestiné?
Juan García Xixón (ou Gijón) est né le 10 juillet 1561 à Almodovar del Campo (Ciudad Real), un village de la Mancha espagnole. Il est le cinquième enfant du couple formé par don Marcos (qui sera quelque temps maire de la bourgade) et doña Isabel Garcia Lopez Rico. Après l'éducation à la maison, marquée par l'inculcation des vertus chrétiennes, il apprend à lire et à écrire dès ses quatre ans, à l'école du village, puis est confié, en sa septième année, à un bachelier nommé Ortiz.
L'enfant fait preuve d'un esprit éveillé, mais surtout, dans une atmosphère baignée de la mémoire de saint Jean d'Avila, originaire du village, il s'ouvre à l'appel de l'Absolu : à sept ans, il passe déjà de longs moments à l'église, fait vœu de chasteté et entreprend de réaliser un programme ascétique qui, en réalité, compromettra sa santé pour le reste de ses jours. Datant de cette époque, une anecdote le signale d'ailleurs comme un prédestiné. Il se fait qu'entre le 8 et le 11 juin 1576, Thérèse d'Avila fit halte au couvent des carmes déchaussés d'Almodovar, et fut hébergée par les parents de Juan Garcia.
En voyant l'enfant, elle aurait prophétisé : « Ce sera un grand saint, maître d'âmes et réformateur d'un ordre dont on parlera ». En septembre de la même année, il rencontrera Jean de la Croix et Gracian de la Mère de Dieu, tandis qu'après le catéchisme, il étudie la grammaire et la philosophie sous la férule du carme Augustin de los Reyes.

### Une vocation trinitaire
Vers 1578, Diego de Avila, professeur d'exégèse à Baeza et religieux trinitaire, propose de se charger des études de Juan. C'est ainsi qu'après l'université de Baeza, le jeune villageois se retrouve en 1579 à l'université de Tolède, et qu'il entre, en juin 1580, avec deux compagnons d'études, au couvent des Trinitaires de la ville. Il se sent attiré par le charisme de l'ordre, et probablement aussi par le rayonnement de saint Simon de Rojas, sans compter le bruit qu'avait fait, cette année-là, le rachat de Cervantès à Alger, par les Trinitaires Juan Gil et Anton de la Bella.
Au terme du noviciat, dirigé par Alonso de Rieros et centré sur la contemplation de la Passion du Christ et l'étude de la Règle dans son austérité primitive, Juan fait profession le 29 juin 1581, et troque son nom pour celui de Juan Bautista Rico. Il est ensuite envoyé étudier la théologie à l'université d'Alcala durant quatre ans, avant d'être ordonné prêtre en 1584. Suivant l'esprit de la Contre-Réforme, il prend très au sérieux les devoirs sacerdotaux concernant la célébration de l'eucharistie et la prédication. C'est ainsi qu'il ne tarde pas à devenir un prédicateur d'autant plus renommé que sa vie personnelle s'avère édifiante. Après un séjour à Membrilla, le chapitre provincial le nomme en 1589 prédicateur conventuel à la Guardia. L'heure n'est cependant pas à la joie : la santé du jeune religieux se détériore sérieusement, il ne peut venir à bout d'un tempérament colérique, et sa ferveur religieuse est en train de décliner.

### Vers la réforme

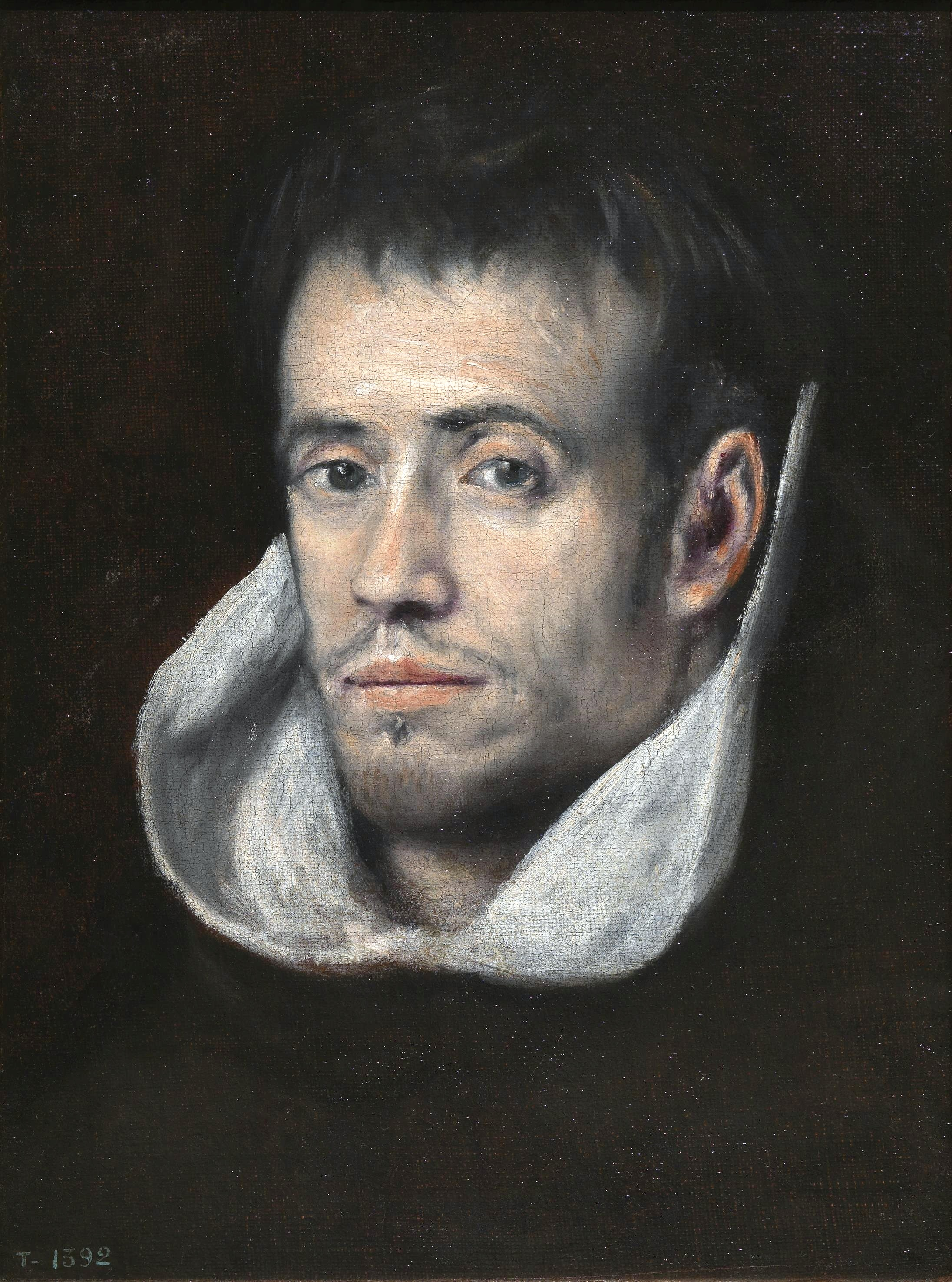
Portrait présumé du saint par El Greco.

Depuis quelque temps, le Saint-Siège et le roi Philippe II incitaient les Trinitaire espagnols, nombreux mais relâchés, à se réformer sur le modèle d'autres ordres religieux. Aussi le chapitre interprovincial, tenu à Valladolid en mai 1594, évoque-t-il (à contrecœur) la possibilité, pour certaines communautés, de suivre désormais la Règle dans sa rigueur première. Or, un frère, nommé Jean de Dueñas, va profiter de cette ouverture pour fonder un couvent déchaussé à Valdepeñas, avec l'aide d'un certain marquis de Santa Cruz, partisan de la réforme.
Le 9 novembre 1594, la première messe est célébrée dans la nouvelle maison, et c'est Juan Bautista, alors prédicateur du couvent de Séville, qui est chargé d'assister à l'inauguration. Celui-ci se rend aussitôt compte du peu d'enthousiasme de ses confrères à rentrer dans la stricte observance, d'autant que lui-même s'était récusé, prétextant de sa faiblesse physique. Au début de 1596, pour l'implantation de Valdepeñas, excepté le fait que l'habit simplifié des réformés séduit les populations, le bilan se révèle accablant.
Le 28 janvier, tandis qu'il prêche à Séville pour l'anniversaire de la vision de Jean de Matha, Juan Bautista s'étend longuement sur la symbolique du vêtement trinitaire, par une subite inspiration qui aura sur lui l'effet d'une illumination. Quelques jours plus tard, ayant échappé de justesse à un violent orage sur la route d'Andujar, il fait vœu de passer aux déchaussés et en informe, au terme de son voyage, le commissaire général responsable de la réforme, lequel l'autorise à s'établir sur l'heure à Valdepeñas.

### L'approbation pontificale

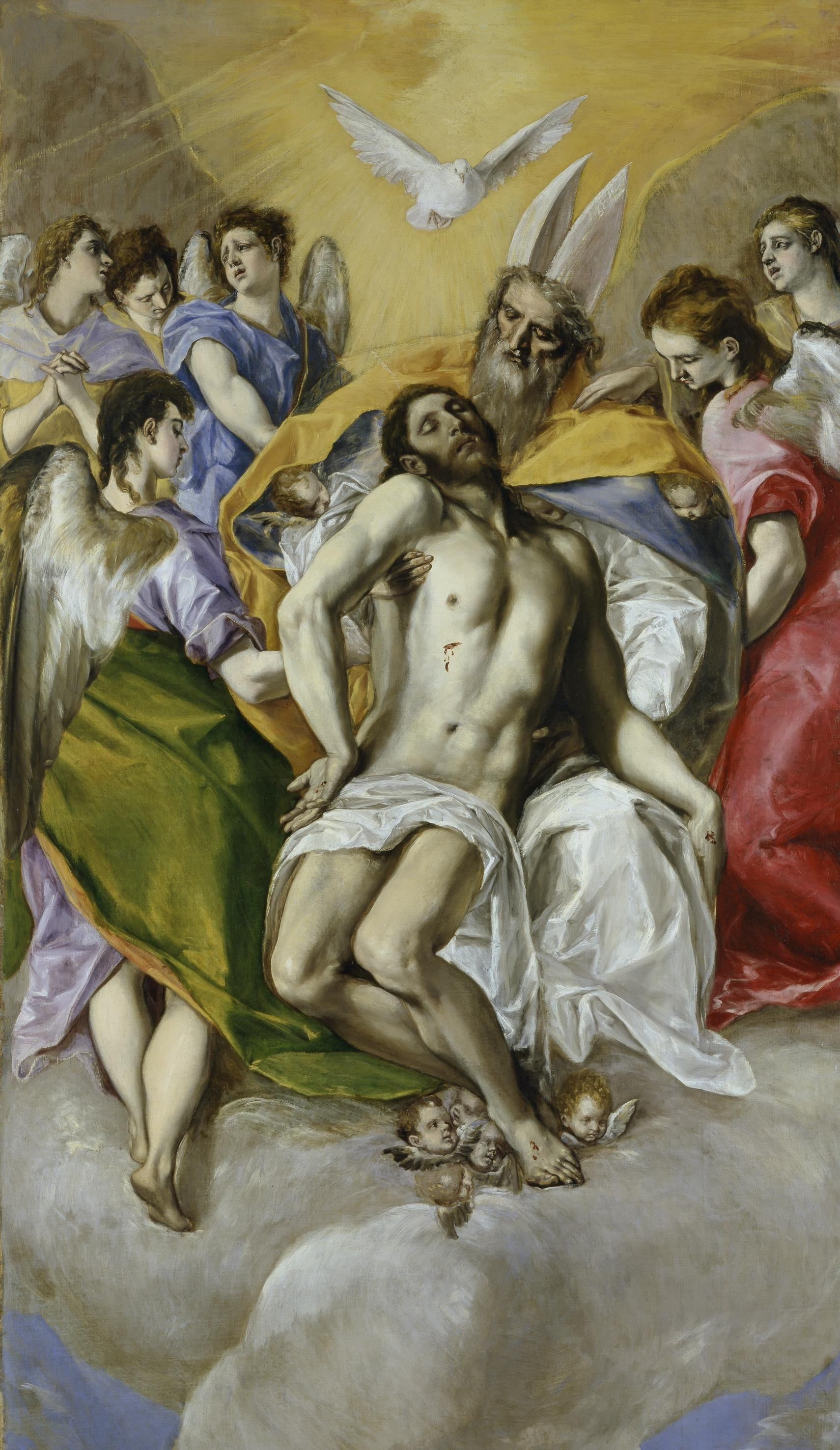
La Sainte-Trinité par El Greco.

Nommé supérieur de la communauté après le chapitre provincial de Pâques, Juan Bautista attire à la réforme nombre de jeunes confrères, et place leur existence sous le triple signe de la pauvreté, de l'humilité et de la dévotion mariale. Mais cette austérité radicale pose assez vite problème, et comme il ne rencontre aucune empathie chez ses supérieurs de Madrid, le saint décide de recourir à l'arbitrage du pape Clément VIII. Encouragé par Diego de Avila et le carme Elie de Saint-Martin, il part donc pour Rome, le 25 août 1597.
Contraint de rebrousser chemin en raison d'une tempête en mer, il repart, le 4 octobre, accompagné d'Augustin de los Reyes. Après bien des périples, ils arrivent dans la Ville éternelle, le 20 mars 1598, et sont hébergés chez les carmes déchaussés : ils y demeureront pendant seize mois. Si la décision du pape tarde tant à venir, c'est que Juan Bautista se trouve desservi en sous-main par la propagande et la calomnie des Trinitaires chaussés. Déprimé, les tentations l'assaillent, mais il trouve un peu de réconfort en se rapprochant des jésuites ou en retrouvant le père Garcian.
Enfin, le 20 août 1599, par le bref Ad militantis Ecclesiae regimen, Clément VIII approuve et institue canoniquement la "congrégation des frères réformés et déchaussés de l'Ordre de la Très Sainte Trinité". Outre le port de l'habit grossier et des sandales, le retour à la Règle primitive implique l'office de nuit, l'emploi d'un tiers du budget conventuel au rachat des captifs, et le vœu d'humilité, c'est-à-dire le refus des titres et dignités ecclésiastiques, en plus trois vœux traditionnels. Le 17 octobre 1599, Juan Bautista quitte Rome pour l'Espagne; le 1er décembre, il se rend, à peine débarqué, chez le Nonce à Madrid, car il est sous le coup d'une menace d'emprisonnement de la part des Trinitaires ; le 8 décembre, il prend le nom de Juan Bautista de la Concepción, lequel consonnait mieux avec son nouvel état officiel de déchaussé.

### Le temps des fondations

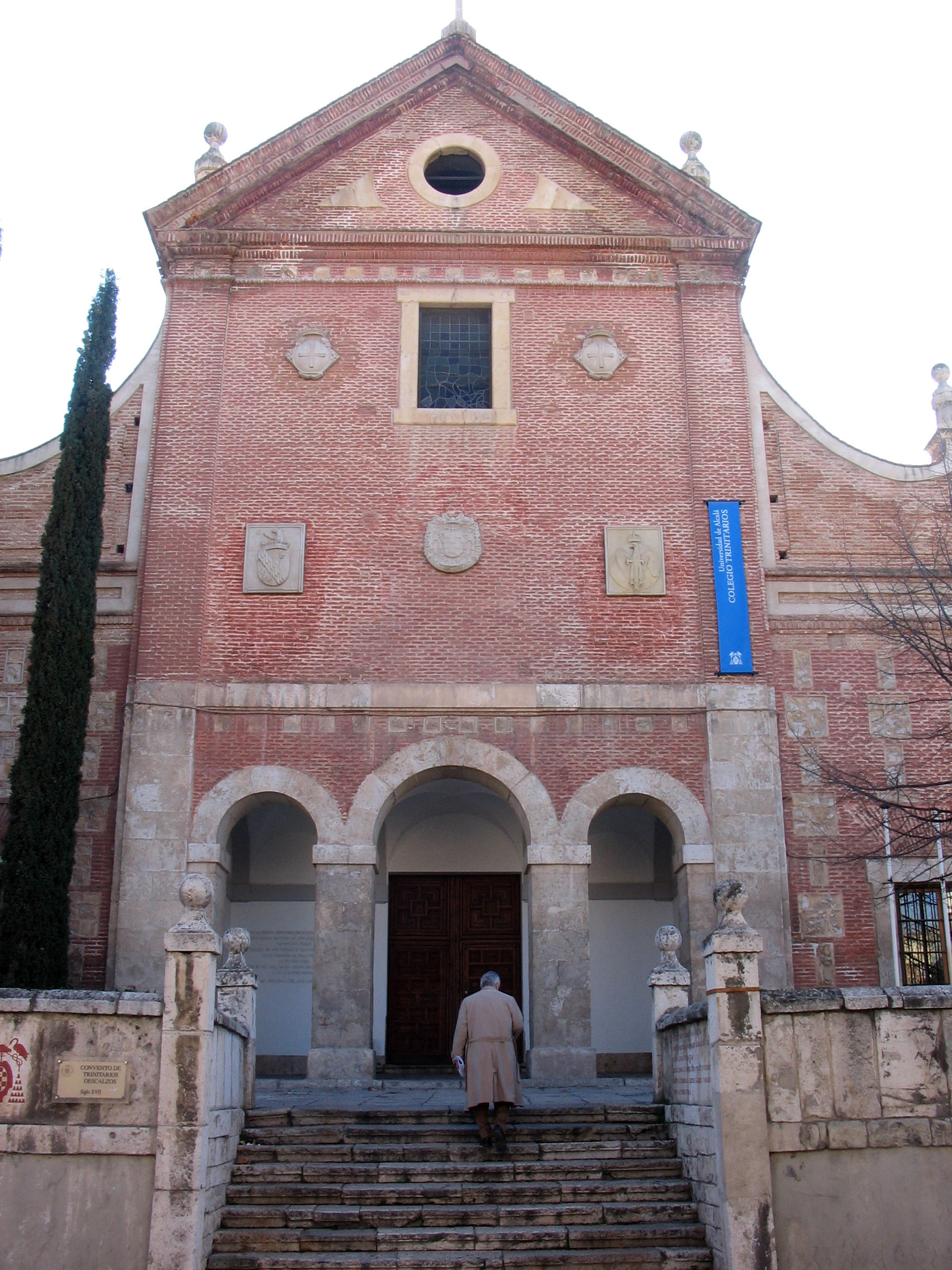
Collège des Trinitaires à Alcala de Henares

En février 1600 a lieu la prise de possession de Valdepeñas : un seul membre de l'ancienne communauté a accepté de rester, mais Jean-Baptiste a accueilli à Tolède deux novices (Pedro de Jésus et Francisco des Anges), et douze trinitaires (surtout de jeunes Madrilènes) sont venus rejoindre le réformateur. La réaction des Trinitaires chaussés ne se fait pas attendre : dans la nuit du 7 au 8 novembre 1600, ils prennent d'assaut le couvent, séquestrent le supérieur et s'imposent à la petite communauté par la terreur, avant de prendre la fuite, par crainte des représailles de la population. Après cette ultime épreuve, les douze dernières années de Jean-Baptiste s'avéreront triomphales.
En 1601, il ouvre une maison à Socuéllamos (Ciudad Real); en 1602, à Alcala de Henares ; en 1603 à Villanueva de los Infantes et à la Solana. Si l'ouverture d'un collège à Alcala permet aux déchaussés d'accueillir, sur l'espace de deux ans, cent quarante vocations universitaires, la fondation d'un couvent à Valladolid relève, elle aussi, d'un calcul stratégique, car la Cour venait de s'établir dans cette ville en 1601. Ainsi le duc de Lerma, favori de Philippe III, deviendra-t-il le protecteur des Trinitaires réformés, multipliant les occasions de rencontre entre le roi et le saint.
C'est d'ailleurs dans la cité royale que se tient, le 8 novembre 1605, le premier chapitre des déchaussés, au cours duquel Jean-Baptiste est élu provincial. En dépit des attaques répétées des Trinitaires chaussés, celui-ci poursuit ses fondations à Madrid, Salamanque, Baeza, Cordoue, Séville, Ronda, Pampelune, Tolède et Rome.

### La consécration madrilène
Lorsque son provincialat prend fin en novembre 1608, il s'installe à Madrid et se consacre à la conversion des prostituées, ainsi qu'à l'établissement d'une confrérie, à laquelle s'inscriront quelques grands noms de l'aristocratie (le marquis de Peñafiel, le comte d'Olivares, le duc de Medinaceli) et des lettres (Cervantès, Quevedo, Lope de Vega) : cette Esclavonia del Sanctissimo Sacramento était destinée à promouvoir le culte eucharistique et à réparer les sacrilèges commis dans les régions menacées par le protestantisme, comme les Pays-Bas méridionaux.
C'est également l'époque où, familier du poète trinitaire Hortensio Félix Paravicino, Jean-Baptiste aurait été peint par le Greco (Portrait de Moine, no 2644 du Musée du Prado). Après avoir fondé en 1612 un monastère de contemplatives, dans lequel entrera Marcela de San Félix (fille naturelle de Lope de Vega), le saint se rend, un an plus tard, à Cadix, pour y assurer la fondation d'un couvent à Sanlucar de Barrameda. Encore mal remis de l'extraction d'un calcul rénal, il doit s'arrêter à Cordoue, au couvent Notre-Dame de Grâce, où il meurt d'épuisement, en dépit des soins médicaux, le 14 février 1613, à trois heures de l'après-midi.

## Postérité

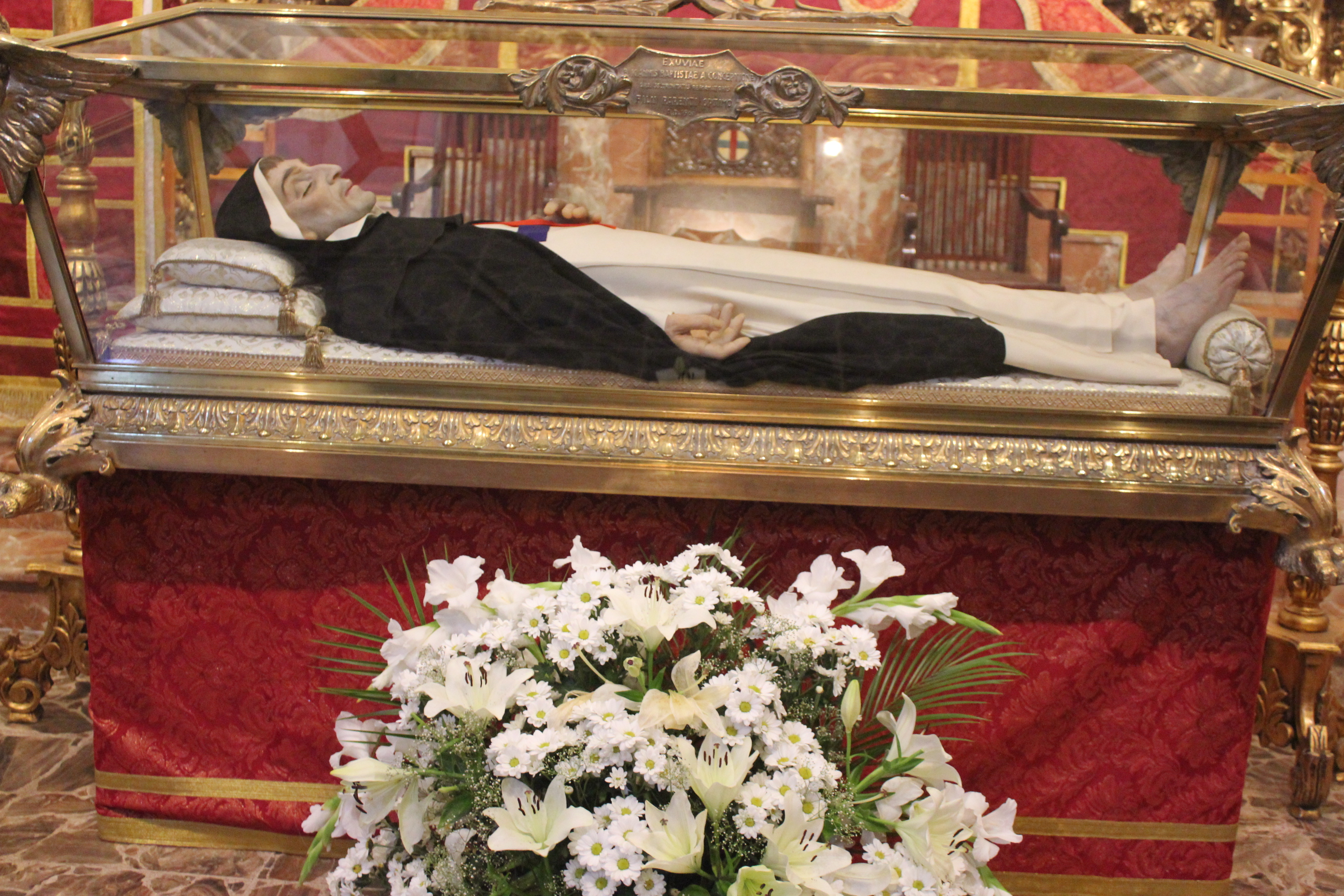
Le corps du saint au couvent de Cordoue.

Dès 1616, des prêtres de Pampelune ont voulu témoigner des vertus de Jean-Baptiste, suivis, en 1624, de prêtres de la Solana; puis un dossier d'informations a été ouvert, en 1630, à Almodovar, son village natal, avant l'ouverture des procès ordinaires de 1646 et 1647, dans les communautés qu'il avait fondées. Le 16 février 1677, sa cause est introduite à Rome. Une fois ses écrits examinés, ils sont déclarés exempts d'erreur doctrinale, le 23 mars 1726. Au terme de la reconnaissance de deux miracles, Jean-Baptiste est béatifié par Pie VII, le 21 septembre 1819, et canonisé par Paul VI, le 25 mars 1975. Son corps repose au couvent de Cordoue, dans une châsse de verre.
Les Trinitaires actuels sont issus de sa réforme. Ils continuent à célébrer sa fête le 14 février, alors que les diocèses de Ciudad Real et Cordoue ont été obligés de la postposer au 15 février, depuis que la fête des saints patrons de l'Europe a été fixée au 14 de ce mois. Les écrits de Jean-Baptiste sont conservés à la Bibliothèque Vaticane. Il s'agit de huit volumes de manuscrits, dont certains sont autographes. Après une édition fautive réalisée dans la première moitié du XIXe siècle, une édition critique, entreprise au moment de la canonisation, a été menée à bien par le trinitaire Juan Pujana.

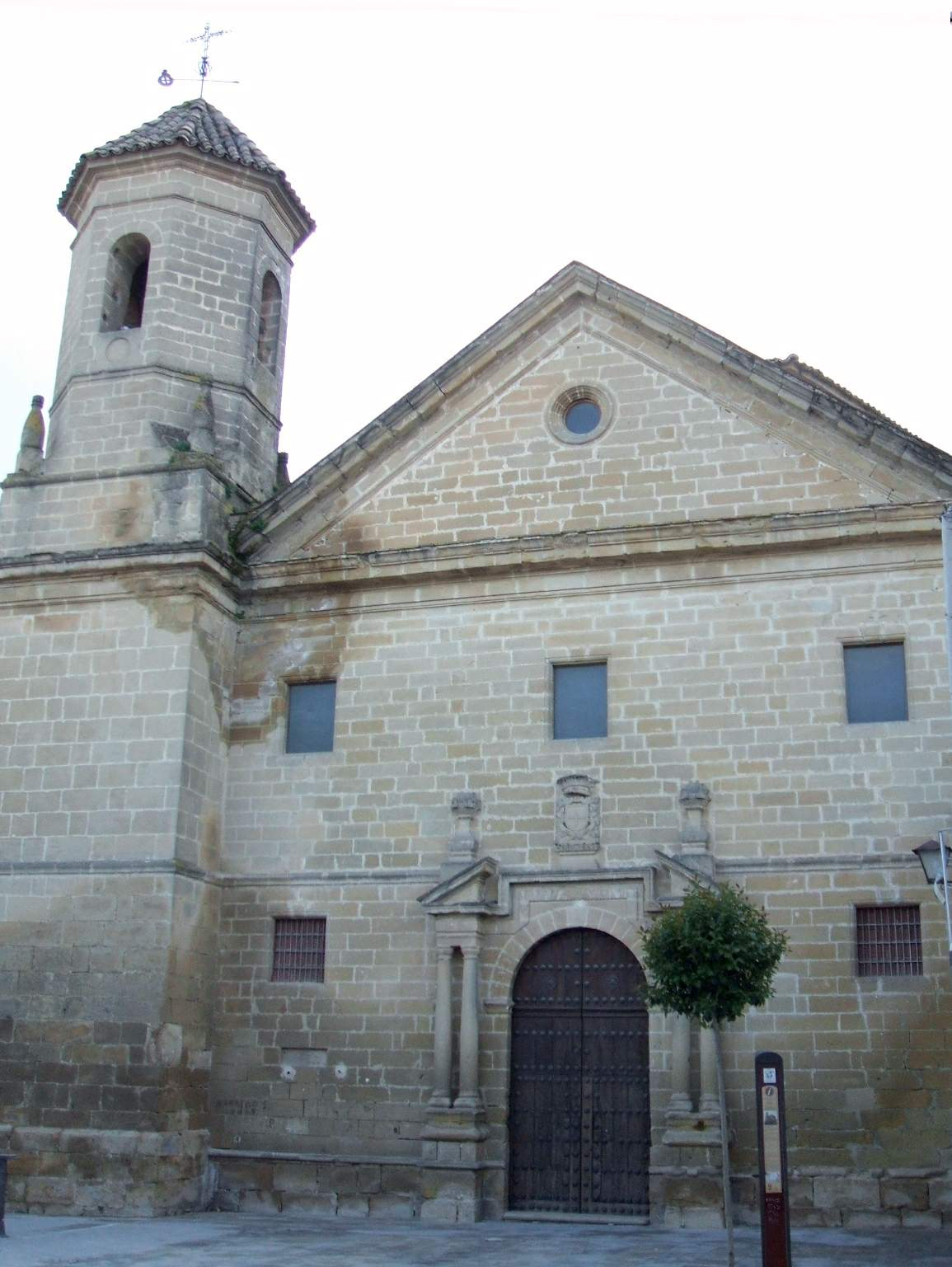
L'église des Trinitaires à Baeza.
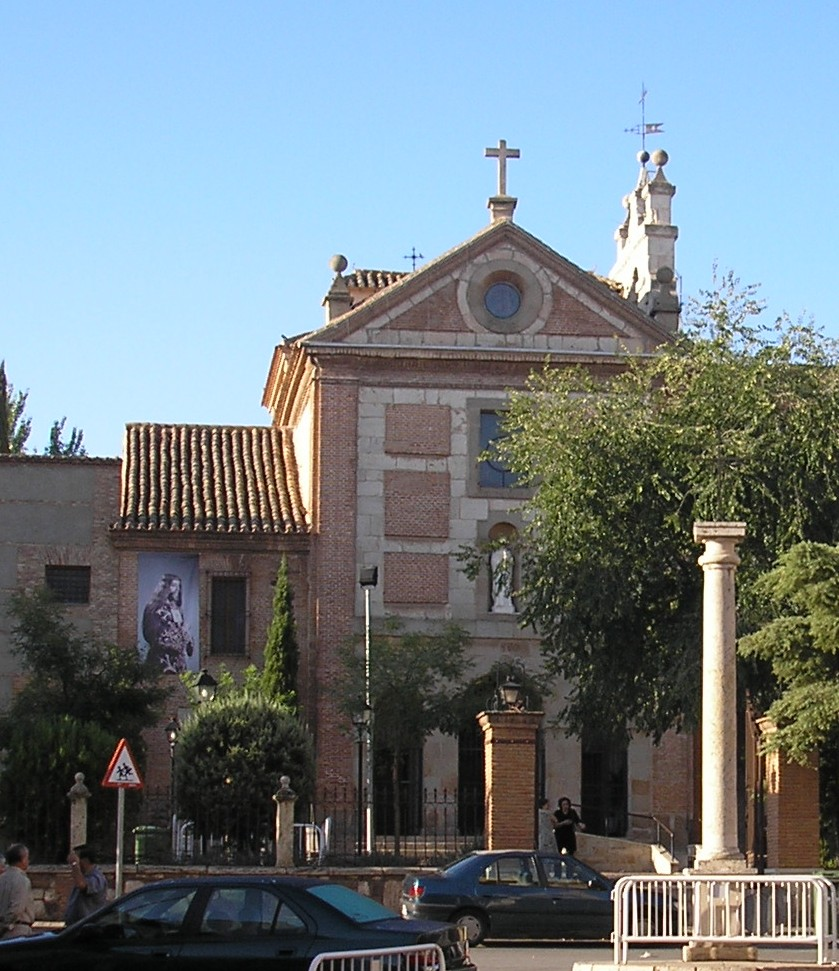
Couvent des Trinitaires à Valdepeñas, berceau de la réforme.
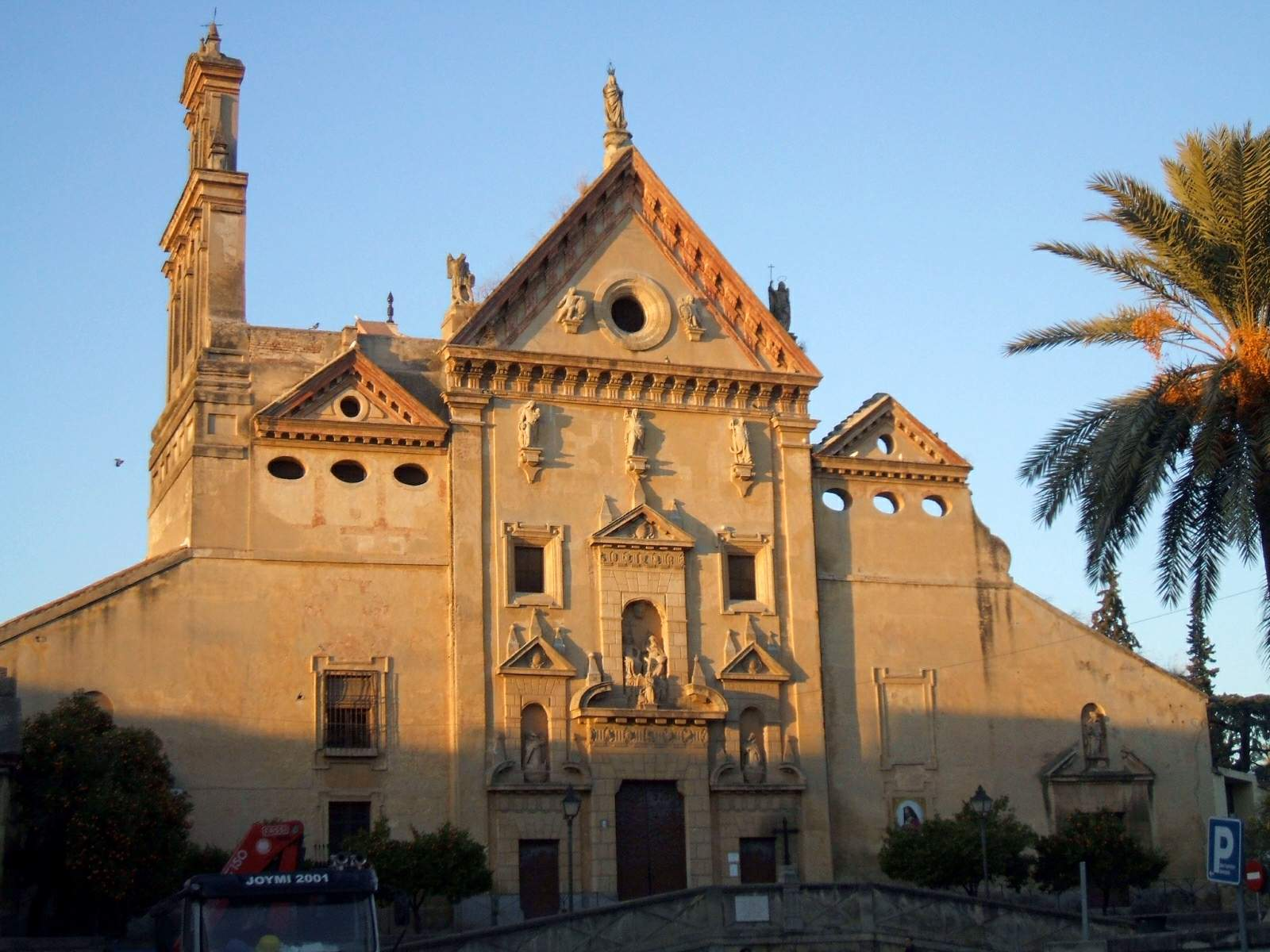
L'église des Trinitaires de Cordoue.

#### Œuvres en espagnol
- Obras completas. Edición crítica, transcripción, introducciones y notas de Juan Pujana, O. SS. T. y Arsenio Llamazares, O. SS. T. Madrid, BAC, 4 vols., 1998–2002  (ISBN 84-7914-294-4); BAC Maior, Serie «Biblioteca Clásica») :

1. Tomo I. Escritos espirituales: La llaga de Amor — El conocimiento interior sobrenatural — Diálogo entre Dios y un alma afligida — El recogimiento interior — Algunas penas del justo en el camino de la perfección — Tratado de la humildad — Noche del espíritu en el estado extático — La oración de petición — Errores en el gobierno y en la dirección de almas;
2. Tomo II. La reforma trinitaria: Necesidad de reforma en todas las religiones — Memoria de los orígenes de la descalcez trinitaria — Las mortificaciones públicas — La continua presencia de Dios — Asistencia de Dios a la descalcez trinitaria — Cinco cuestiones sobre la reforma — Respuesta a seis dificultades sobre la reforma — Dos fragmentos;
3. Tomo III. Espíritu de la reforma trinitaria: La regla de la orden de la Santísima Trinidad — Un breve tratado para los hermanos donados — Para los prelados — De los hermanos estudiantes — Sobre los predicadores — De los oficios más comunes de la religión de descalzos de la SS. Trinidad — Apuntes sueltos en torno a la reforma — Gobierno de la religión según prudencia humana — Estima de la vida — La vida del justo como martirio — Martirio que algunos prelados ocasionan a sus subditos — La correción de ciertas faltas;
4. Tomo IV. Exhortaciones y pláticas: Exhortaciones a la perseverancia — Defensa de tres géneros de gente — Pláticas a los religiosos — Presentación del primer manual (1606) — Cartas.

#### Études en français
- R. Grimaldi-Hierholtz (traduction et présentation), Pensées mystiques de Jean-Baptiste de la Conception, réformateur espagnol des Trinitaires, Paris, Le Cerf, 1992.
- R. Grimaldi-Hierholtz, L'Ordre des Trinitaires, coll. Des chrétiens d'âge en âge, Le Sarment, Paris, Fayard, 1994, p. 139-196.